# Нільс Зееталер
Нільс Зетхалер (18 серпня 1981, Берлін) — німецький культурний антрополог, який вивчає історичні колекції етнологічних об'єктів та людські останки (human remains).

## Життя
Нільс Зетхалер народився в Берлін-Ліхтерфельде і провів свою юність у Берлін і Моршен (Німеччина) на півночі Гессену. У 1999 році він став лауреатом Jungen Literaturforum Hessen-Thüringen Після закінчення Elisabeth-Knipping-Schule в Касселі у 2000 році Зеталер навчався у Freien Universität Berlin Етнологію у Georg Pfeffer та Маркус Шиндльбек, серед інших, літературознавство у Ульріх Профітліх та Фолькер Мертенс і політологію у Фріц Вільмар та Walter Rothholz. З 2012 року він координує архів Берлінське товариство антропології, етнології та передісторії в Археологічному центрі Державні музеї Берліна. Зетхалер активно викладає в університетах та поза ними.
Він регулярно читає лекції по всій Німеччині, особливо на теми неєвропейського мистецтва, про дослідження та історію колекціонування музеїв та інститутів,, а також про ширші теми в етнології та загальної історії культури.
Зетхалер живе і працює в Берліні.Одружений, батько доньки.

## Дослідницька робота
Сітхалер бере участь у численних проектах, особливо у дослідженні історичних етнологічних колекцій. Вони включають, зокрема, дослідження походження «людських останків». Окрім дослідження можливих контекстів несправедливості в колекціях колоніального та нацистського періодів, він досліджує історію, мотиви та соціальні механізми колекціонування, особливо неєвропейських культурних об'єктів, аж до сьогодення. Його дослідження походження черепів корінних жителів Австралії в антропологічній колекції Берлінське товариство антропології, етнології та передісторії та з Австралія і Намібія в колекціях Шаріте в рамках Проекту людських останків Шаріте стали прелюдією до широкого дослідження походження людських останків в німецьких музеях і колекціях. Це дослідження стало основою для створення єдиного керівництва щодо поводження з людськими останками в публічних колекціях Німеччини.
Окрім роботи з історичними колекціями, він брав участь у низці міждисциплінарних досліджень на стику гуманітарних та природничих наук. Він був одним з організаторів 11-ї щорічної конференції «Поведінка людини в еволюційній перспективі» (MVE) разом з Карстен Німітц і Бенджамін П. Ланге в Берліні в 2010 році.

## Виставкові проекти
Зетхалер консультував, організовував і керував численними музейними виставковими проектами на етнологічні, мистецтвознавчі та природничі теми, в тому числі Відкриття індивіда, Об'єкти поклоніння та Світ Рімера'. Зокрема, ці виставки презентували інноваційні способи експонування етнологічних об'єктів та донесення етнологічного контенту в музеях. Його ініціатива по суті є відповідальною за перевідкриття та перепланування втраченого Museum für Völkerkunde Rostock, а також збереження та реконцепція Колекція Юліуса Рімера у Лютерштадт Віттенберг (єдиному етнологічному музеї землі Саксонія-Ангальт) як музейної інституції, розширенню якої він сприяв, організувавши дарування з колекції Райнер Ґрешик.

## Колекційні проекти
Зетхалер здійснював різні дослідницькі та колекційні подорожі до Австралії, Океанії, Близького Сходу та по всій Європа. Під час цих колекційних подорожей, але особливо завдяки контактам з колекціонерами в Європі, Сполучені Штати Америки та Австралії, такими як Райнер Ґрешік та Гюнтер Гепе, він зібрав кілька тисяч етнологічних предметів; крім того, таку ж велику колекцію етнологічних фотографій з прикладами від 19-го століття до сьогодення. Предмети з колекцій, зібраних Зетхалером, потрапили до різних музеїв, зокрема до Ethnologisches Museum Berlin, Музею європейських культур, Museum der städtischen Sammlungen im Zeughaus у Лютерштадт Віттенберг до Ostpreußisches Landesmuseum у Люнебург та до колекції Hermann-Bahner у музеї Altes Rathaus у Ланген (Гессен). Вони також були предметом наукових досліджень інших дослідників..